# Baselios Thoma Didymos I
Baselios Thoma Didymos I (in malayalam ബസേലിയോസ്‌ മാർത്തോമാ ദിദിമോസ് പ്രഥമൻ; Mavelikkara, 29 ottobre 1921 – Parumala, 26 maggio 2014) è stato un vescovo cristiano orientale indiano, Catholicos d'Oriente dal 31 ottobre 2005 al 1º novembre 2010.

## Biografia
Nacque il 29 ottobre 1921 a Mavelikkara.

Nel 1966 venne consacrato vescovo il 25 novembre 1966 e divenne Metropolita della diocesi di Malabar.

Nell'ottobre del 2005 divenne Catholicos d'Oriente, ovvero primate della Chiesa ortodossa siriaca del Malankara, e ricoprì tale carica al fino al 1º novembre 2010. Morì in un ospedale di Parumala il 26 maggio 2014.